# Інвуд (Нью-Йорк)
Інвуд (англ. Inwood) — переписна місцевість (CDP) в США, в окрузі Нассау штату Нью-Йорк. Населення — 11 340 осіб (2020).

## Географія
Інвуд розташований за координатами 40°37′18″ пн. ш. 73°44′58″ зх. д. / 40.62167° пн. ш. 73.74944° зх. д. (40.621609, -73.749483).  За даними Бюро перепису населення США в 2010 році переписна місцевість мала площу 5,35 км², з яких 4,10 км² — суходіл та 1,25 км² — водойми. В 2017 році площа становила 5,73 км², з яких 4,13 км² — суходіл та 1,60 км² — водойми.

## Демографія
Згідно з переписом 2010 року, у переписній місцевості мешкали 9792 особи в 2964 домогосподарствах у складі 2236 родин. Густота населення становила 1831 особа/км².  Було 3153 помешкання (590/км²).
Расовий склад населення:
| - 48,0 % — білих - 24,2 % — чорних або афроамериканців - 3,3 % — азіатів - 0,7 % — корінних американців - 0,2 % — вихідців з тихоокеанських островів - 19,2 % — осіб інших рас |

До двох чи більше рас належало 4,4 %. Частка іспаномовних становила 42,8 % від усіх жителів.
За віковим діапазоном населення розподілялося таким чином: 26,2 % — особи молодші 18 років, 62,0 % — особи у віці 18—64 років, 11,8 % — особи у віці 65 років та старші. Медіана віку мешканця становила 34,7 року. На 100 осіб жіночої статі у переписній місцевості припадало 94,2 чоловіків;  на 100 жінок у віці від 18 років та старших — 89,8 чоловіків також старших 18 років.
Середній дохід на одне домашнє господарство  становив 62 488 доларів США (медіана — 48 494), а середній дохід на одну сім'ю — 67 311 долар (медіана — 55 357). Медіана доходів становила 45 735 доларів для чоловіків та 38 080 доларів для жінок. За межею бідності перебувало 17,1 % осіб, у тому числі 23,4 % дітей у віці до 18 років та 13,9 % осіб у віці 65 років та старших.
Цивільне працевлаштоване населення становило 4342 особи. Основні галузі зайнятості: освіта, охорона здоров'я та соціальна допомога — 25,7 %, роздрібна торгівля — 13,0 %, науковці, спеціалісти, менеджери — 12,7 %.